# Euphorbia rhombifolia
Euphorbia rhombifolia är en törelväxtart som beskrevs av Pierre Edmond Boissier. Euphorbia rhombifolia ingår i släktet törlar, och familjen törelväxter. Inga underarter finns listade i Catalogue of Life.

## Bildgalleri

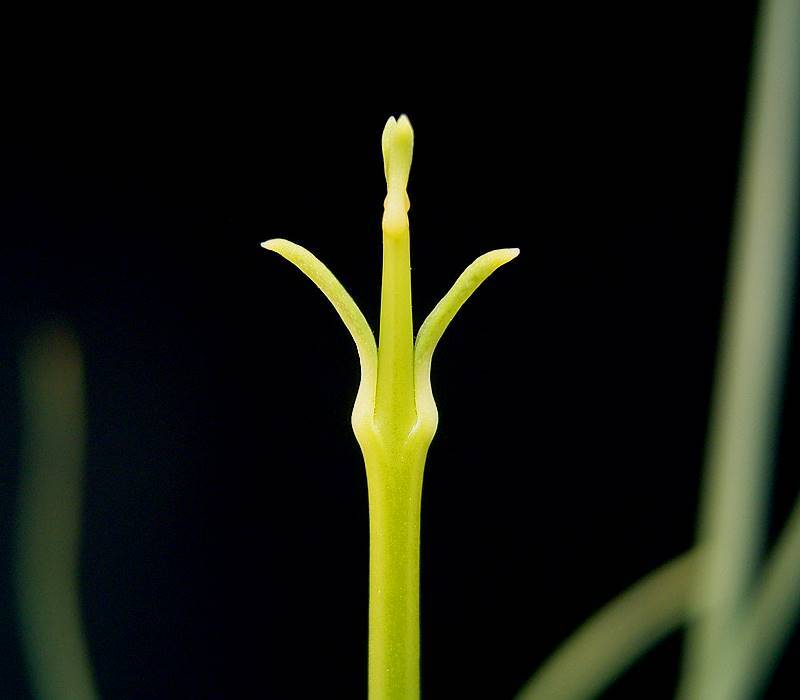